# Canadian Soccer League (1987-1992)
La Canadian Soccer League (CSL) fue una liga de fútbol profesional de Canadá que se desarrolló entre 1987 a 1992. El campeonato fue a nivel nacional y participaron equipos de seis provincias canadienses.

## Historia
Previo a la creación de la Canadian Soccer League, en Canadá ha habido varias ligas de fútbol, pero un torneo se jugó a nivel nacional, la Canadian Professional Soccer League, que solo se desarrolló en 1983. Mientras tanto, algunos equipos canadienses han disputado en ligas del fútbol estadounidense, especialmente en la North American Soccer League. Después de la primera participación de la selección de Canadá en la Copa Mundial de 1986, existió una motivación de fundar un campeonato profesional y además se aprendieron de los errores debido al fracaso de la CPSL de 1983.
La primera temporada de la Canadian Soccer League temporada fue en 1987, con 8 equipos, la mayoría de los equipos eran recién creados, otros provenían de otros campeonatos semiprofesionales. A diferencia de las ligas de fútbol de Estados Unidos en esa época, la CSL prefirió usar el sistema de puntos estándar de la FIFA (2 por una victoria, 1 por un empate). La edición de ese año, al igual que en todas las temporadas en la historia de la CSL, se jugó una fase regular y conluyendo con los playoffs para definir al campeón del torneo. Los primeros campeones fueron los Calgary Kickers.
En las últimas temporadas, la CSL tuvo problemas financieros, y su última temporada fue en 1992. Para los directivos del fútbol en Canadá lamentaron el final de cierre de la liga. Sin embargo, varios equipos se trsaladaron a otros torneos, como la Canadian National Soccer League y la American Professional Soccer League.

## Equipos
| Equipo               | Ciudad                        | Temporadas | Debut | Último año | Otros nombres                    |
| -------------------- | ----------------------------- | ---------- | ----- | ---------- | -------------------------------- |
| Calgary Strikers     | Calgary, Alberta              | 3          | 1987  | 1989       | Calgary Kickers (1987-1988)      |
| Edmonton Brick Men   | Edmonton, Alberta             | 4          | 1987  | 1990       | -                                |
| Hamilton Steelers    | Hamilton, Ontario             | 5          | 1987  | 1991       | -                                |
| Kitchener Kickers    | Kitchener, Ontario            | 2          | 1990  | 1991       | Kitchener Spirit (1990)          |
| London Lasers        | London, Ontario               | 2          | 1990  | 1992       | -                                |
| Montreal Supra       | Montreal, Quebec              | 5          | 1988  | 1992       | -                                |
| North York Rockets   | North York, Ontario           | 6          | 1987  | 1992       | -                                |
| Nova Scotia Clippers | Halifax, Nueva Escocia        | 1          | 1991  | 1991       | -                                |
| Ottawa Intrepid      | Ottawa, Ontario               | 4          | 1987  | 1990       | National Capital Pioneers (1987) |
| Toronto Blizzard     | Toronto, Ontario              | 6          | 1987  | 1992       | -                                |
| Vancouver 86ers      | Vancouver, Columbia Británica | 6          | 1987  | 1992       | -                                |
| Victoria Vistas      | Victoria, Columbia Británica  | 2          | 1989  | 1990       | -                                |
| Winnipeg Fury        | Dallas, Manitoba              | 6          | 1987  | 1992       | -                                |

## Ganadores
| Temporada | Campeón         | Resultado | Subcampeón        | Líder de la temporada regular                    |
| --------- | --------------- | --------- | ----------------- | ------------------------------------------------ |
| 1987      | Calgary Kickers | 2:1       | Hamilton Steelers | Hamilton Steelers (Este) Calgary Kickers (Oeste) |
| 1988      | Vancouver 86ers | 4:1       | Hamilton Steelers | Hamilton Steelers (Este) Vancouver 86ers (Oeste) |
| 1989      | Vancouver 86ers | 3:2       | Hamilton Steelers | Toronto Blizzard (Este) Vancouver 86ers (Oeste)  |
| 1990      | Vancouver 86ers | 6:1       | Hamilton Steelers | Toronto Blizzard (Este) Vancouver 86ers (Oeste)  |
| 1991      | Vancouver 86ers | 5:3       | Toronto Blizzard  | Vancouver 86ers                                  |
| 1992      | Winnipeg Fury   | 2:0 1:1   | Vancouver 86ers   | Vancouver 86ers                                  |

### Títulos por equipo
| Equipo            | Campeón | Subcampeón | Años campeón           |
| ----------------- | ------- | ---------- | ---------------------- |
| Vancouver 86ers   | 4       | 1          | 1988, 1989, 1990, 1991 |
| Calgary Strikers  | 1       | 0          | 1987                   |
| Winnipeg Fury     | 1       | 0          | 1992                   |
| Hamilton Steelers | 0       | 4          | -                      |
| Toronto Blizzard  | 0       | 1          | -                      |

## Máximos anotadores por temporada
| Año  | Jugador         | Equipo             | Goles |
| ---- | --------------- | ------------------ | ----- |
| 1987 | Nick Gilbert    | Calgary Kickers    | 10    |
| 1988 | John Catliff    | Vancouver 86ers    | 22    |
| 1989 | Ted Eck         | Ottawa Intrepid    | 21    |
| 1990 | John Catliff    | Vancouver 86ers    | 19    |
| 1991 | Domenic Mobilio | Vancouver 86ers    | 25    |
| 1992 | Eddy Berdusco   | North York Rockets | 14    |